# Символизация
Символизация — изображение, обозначение чего-либо с помощью символов;
использование символов с целью передачи значения, содержания; видимое, что путем ассоциации отражает нечто другое, что является невидимым (например, орел — символ Соединенных Штатов Америки). Под символизацией может пониматься практика представления вещей с символическим значением.
Символизация свойственна человеку, также к ней способны некоторые виды других приматов, дельфинов, собак, попугаев и врановых птиц. Это процесс замещения одних образов другими идеализированными образованиями, характеризующимися лишь отдаленным сходством, основанным на случайных, вторичных, малозначащих деталях; бессознательный психический механизм, посредством которого один объект или идея представляет другой и не распознается как таковая; общий механизм, с помощью которого осуществляется отражение других вещей, класса вещей или атрибута чего-то.
В широком смысле — все виды замены простого словесного выражения наблюдаемых и гипотетических явлений другими, косвенными способами отображения — математическим, химическим, физическим, фонетическим, речевым и тому подобное.